# Переделковский сельсовет
Переделковский сельсовет — упразднённая административная единица на территории Лоевского района Гомельской области Республики Беларусь.

## Состав
Переделковский сельсовет включал 12 населённых пунктов:
- Борец — посёлок
- Восход — деревня
- Городок — посёлок
- Громыки — деревня
- Казимировка — деревня
- Кошовое — посёлок
- Первомайск — деревня
- Переделка — деревня
- Победитель — посёлок
- Подречицкое — посёлок
- Прогресс — посёлок
- Сутково — посёлок